# Покровка (Бобруйский район)
Покро́вка (бел. Пакроўка) — деревня в составе Глушанского сельсовета Бобруйского района Могилёвской области Белоруссии.
Ранее входила в состав Осовского сельсовета, упразднённого в 2013 году.

## Географическое положение
Деревня расположена близ посёлка Глуша, деревень Борки и Богуславка. Расстояние до районного центра — Бобруйска — около 30 км, до областного центра — Могилёва — около 145 км.

## Население
- 1999 год — 13 человек
- 2010 год — 4 человека